# Bill May
Bill May (* 18. Januar 1979) ist ein US-amerikanischer Synchronschwimmer. Er ist der erste männliche Synchronschwimmer, der bei Weltmeisterschaften eine Goldmedaille gewann. Dies war erst möglich, nachdem die Fédération Internationale de Natation (FINA) 2014 die Teilnahme von Männern in dieser Sportart begrenzt für die Disziplin Mixed-Duett freigab.

## Kampf um Zulassung
Bill May wurde entgegen seinen Bemühungen zu den Olympischen Spielen 2004 in Athen nicht zugelassen. Schon zuvor wurde ihm unter anderem 1999 die Teilnahme an den Panamerikanischen Spielen verweigert.

## Erfolge
Nach zehn Jahren Rückzug aus dem Sport nahm May an den ersten beiden Mixed-Duett-Wettbewerben der Weltmeisterschaften 2015 im russischen Kasan teil. Er startete mit Kristina Lum-Underwood im technischen und mit Christina Jones im freien Programm.  Im Technischen Programm gewann er mit Jones mit 88,5108 Punkten vor den Russen Darina Walitowa und Alexander Malzew (88,2986) und den Italienern Manila Flamini und Giorgio Minisini (86,3640) die Goldmedaille. Im Freien Programm konnte das russische Paar die Reihenfolge umdrehen und gewann mit 91,7333 Punkten vor Lum-Underwood und May (91,4667), die wiederum die Italiener Mariangela Perrupato und Giorgio Minisini (89,3333) auf den Bronzerang verwiesen. Bei den Weltmeisterschaften 2017 in Budapest gewann May mit Kanako Spendlove im technischen und im freien Programm des Mixed-Duetts jeweils die Bronzemedaille.